# Каптай
Озеро Каптай — найбільше штучне озеро Бангладеш. Водосховище було створено для побудови гідроелектростанції. В наслідок створення дамби 54 000 акрів сільськогосподарських угідь в районі Рангаматі було затоплено.

## Історія
У 1956 році за фінансової підтримки США розпочалось будівництво дамби Каптай, воно було завершено в 1962 році. Довжина дамби становить 670,8 метра, а висота — 54,7 метра. Внаслідок 220 км2 (40 % від загальної кількості) сільськогосподарських угідь в районі Рангаматі були затоплені під час створення озера, було виселено 100 000 людей із 18 000 родин. Контракти на будівництво дамби було укладено з International Engineering Company і Utah International Inc

### Географія
Озеро Каптай має форму літери H, його два довгих озера з'єднані біля Сувлонга річкою Карнафулі. Права частина озера, а саме Касалонг, живиться з півдня річкою Карнафулі та двома її притоками Майні та Касалонг; а Рангаматі-Каптай, тобто ліва частина, живиться річками Ченгі на півночі та Раінхіанг на півдні. Озеро Каптай заповнило майже всю долину середньої течії Карнафулі.
Берегова лінія і улоговина озера Каптай дуже нерівні, висота поверхні 31,1 м, площа поверхні 58300 га, об'єм 524700 м3, середня глибина 9 м, максимальна глибина 32 м.
У флорі водойми переважають синьо-зелені, зелені та діатомові водорості, які є основною їжею мальків каракатиці.
Озеро є цінним резервуаром для інкубації та виробництва риби, яка постачається в інші частини країни. Щороку виловлюється понад 7 тис. тонн риби. Останнім часом забруднення води через використання хімічних добрив і пестицидів навколо озера Каптай негативно впливає на водне життя.

### Генерація електроенергії
Спочатку на ГЕС працювало тільки два агрегати, які мали потужність по 40 МВт, але потім в 1982 році почав працювати ще один, з потужністю 50 МВт, і ще два в 1988. Станом на 2010 рік в експлуатації п'ять агрегатів з загальною потужністю 230 МВт.

## Галерея

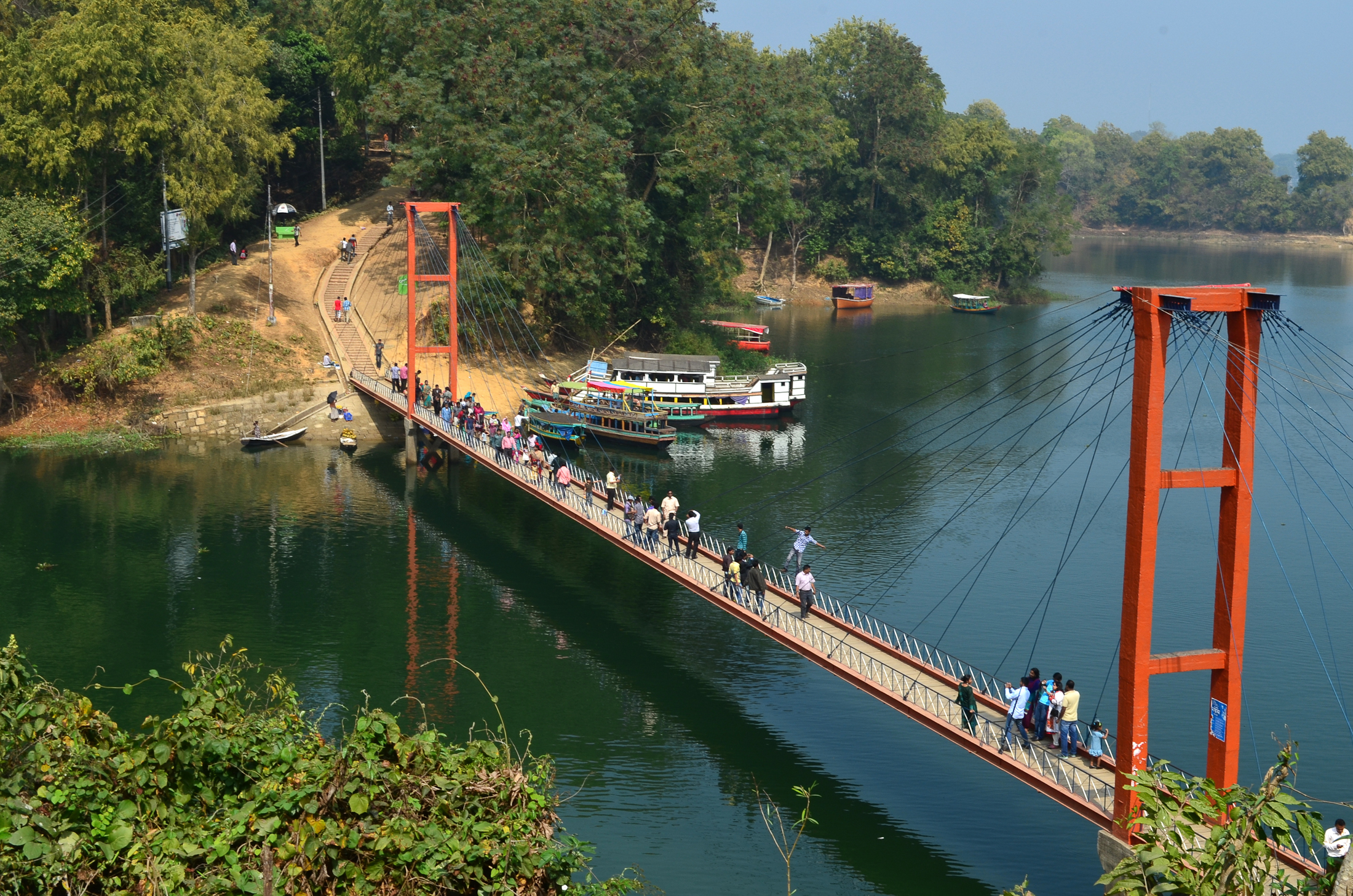
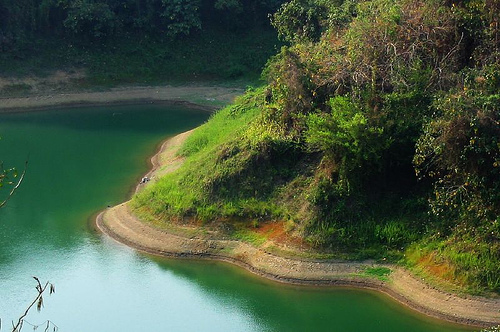
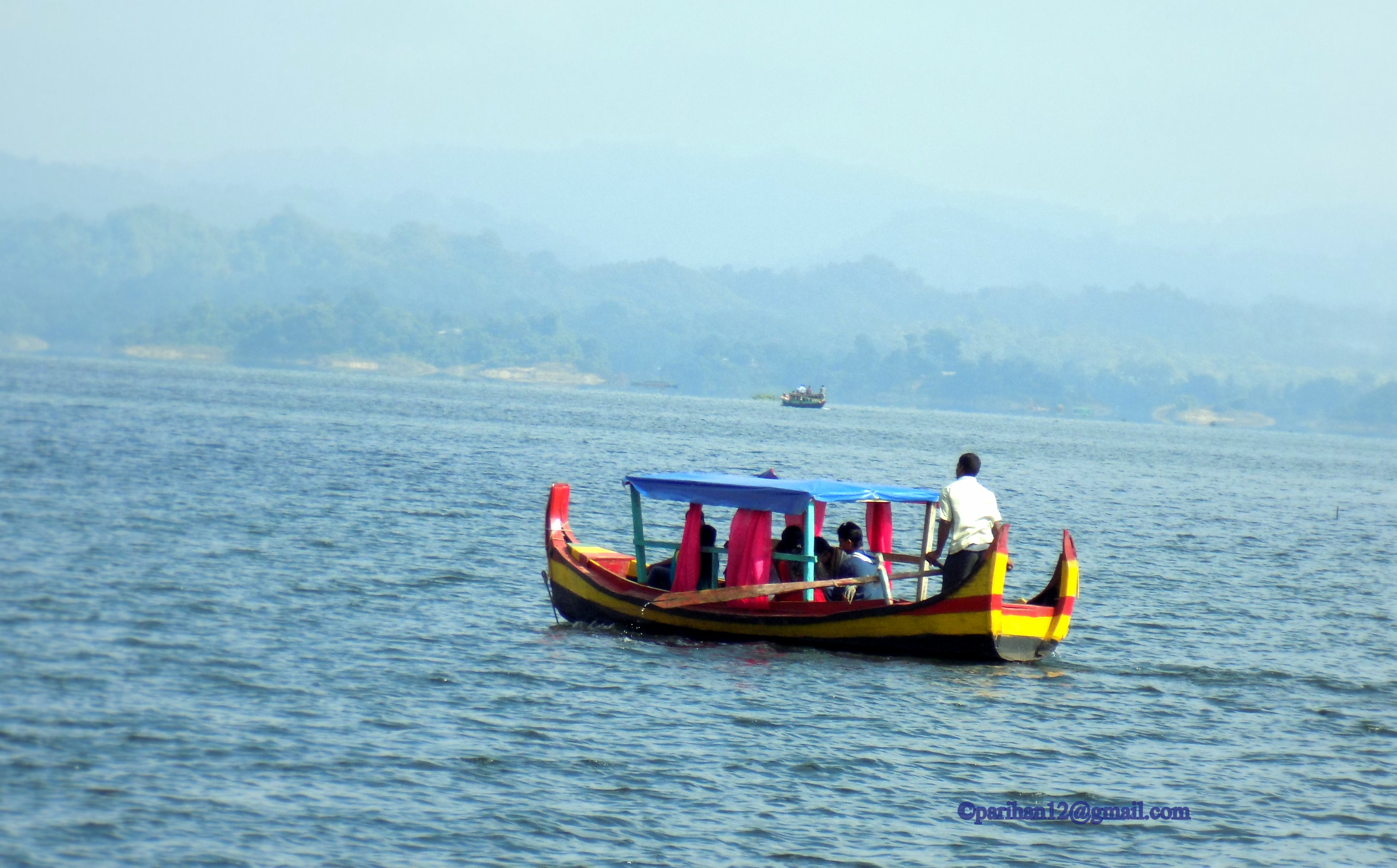
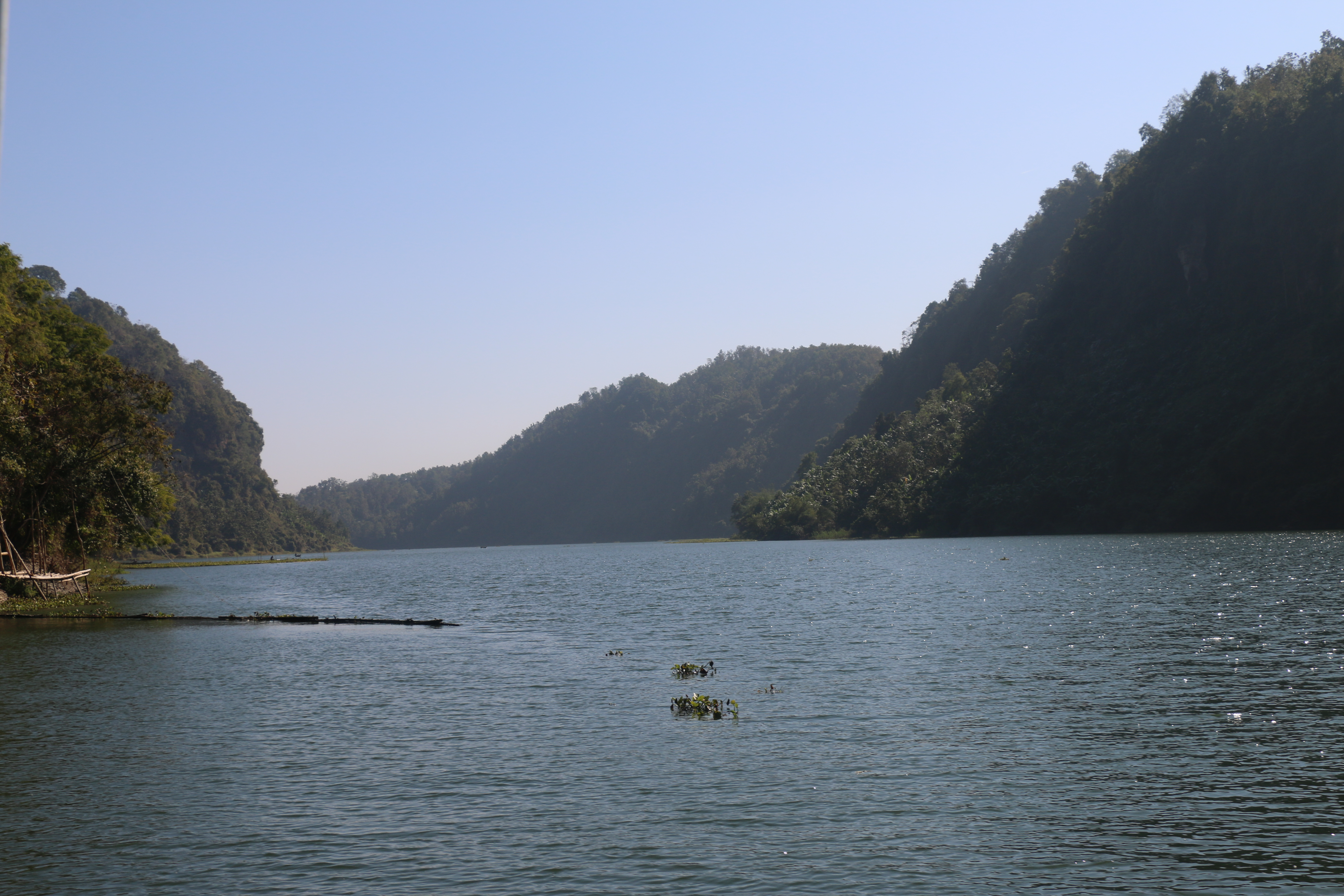

## Дивіться більше
- Район Рангаматі